# Alexīs Kyritsīs
Alexandros Kyritsīs, detto Alexīs (in greco Αλέξανδρος "Αλέξης" Κυρίτσης?; Atene, 18 maggio 1982), è un cestista greco.

## Carriera
Nella stagione 2011-12 ha militato nel Panathinaikos.

## Palmarès
- Coppa di Grecia: 2

Aris Salonicco: 2003-04
Panathinaikos:	2011-12